# Vassil Virastiuk

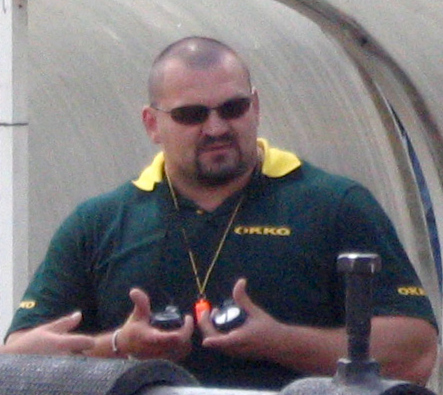
Vassil Virastiuk, 2008

Vassil Virastiuk (em ucraniano:  Василь Вірастюк; 22 de abril de 1974, em Ivano-Frankivsk) é um atleta de força (strongman) ucraniano.
Vassil Virastiuk competiu na final do concurso World's Strongest Man em 2003 e em 2004. Ele terminou em terceiro lugar em 2003, depois do então campeão Mariusz Pudzianowski e do vice Žydrūnas Savickas. No ano seguinte, Virastiuk conquistou o título de World's Strongest Man, à frente de Savickas e Pudzianowski (que viria a ser desclassificado por doping).
Ele terminou em segundo em 2005 e em terceiro em 2006, no IFSA World Strongman Championships; entretanto, no concurso de 2007, Virastiuk derrotou o campeão dos anos anteriores, Žydrūnas Savickas.
Virastiuk também conseguiu o segundo lugar do pódio por três vezes consecutivas (2005, 2006 e 2007) no Arnold Classic Strongman, atrás, em todas as ocasiões, de Žydrūnas Savickas. No Arnold Classic Strongman de 2008, Virastiuk foi forçado a se retirar devido à lesões, e terminou em décimo lugar com apenas 8,5 pontos.